# Brasenia
Brasenia is een geslacht van waterplanten uit de familie Cabombaceae. Het geslacht telt slechts een soort die wereldwijd verspreid voorkomt.

## Soorten
- Brasenia schreberi J.F.Gmel.